# Спайк Джонз
Спайк Джонз (англ. Spike Jonze, настоящее имя — Адам Шпигель (англ. Adam Spiegel), род. 22 октября 1969, Нью-Йорк) — американский актёр, режиссёр, музыкант и фотограф. Среди его работ рекламные ролики, кино, музыкальные клипы, скейтборд-видео и телешоу.
Джонз начал свою карьеру подростком, фотографируя BMX-райдеров и скейтбордистов для журналов Freestylin' Magazine и Transworld Skateboarding, а также став одним из основателей журнала о молодёжной культуре Dirt. Перейдя в кинематограф, он начал снимать фильмы об уличном скейтбординге, в том числе влиятельный фильм «Видео дни» (1991). В 1993 году Джонз вместе с райдерами Риком Ховардом и Майком Кэрроллом основал компанию Girl Skateboards. Благодаря своему кинематографичному стилю Джонз стал востребованным режиссёром музыкальных видеоклипов на протяжении большей части 1990-х годов, сотрудничая с Sonic Youth, R.E.M., Beastie Boys, Ween, Fatboy Slim, Daft Punk, Weezer, Бьорк, Канье Уэстом и Arcade Fire.
Джонз начал свою режиссёрскую карьеру с фильмов «Быть Джоном Малковичем» (1999) и «Адаптация» (2002), снятым по сценарию Чарли Кауфмана. Первый принес Джонзу номинацию на «Оскар» как лучшему режиссёру. Он был одним из создателей и исполнительным продюсером реалити-шоу «Чудаки» на канале MTV. Позже он начал снимать фильмы по собственным сценариям, в том числе «Там, где живут чудовища» (2009) и «Она» (2013); за последний фильм Джонз получил «Оскар», «Золотой глобус» и премию Гильдии сценаристов США за лучший оригинальный сценарий, а также номинации на «Оскар» за лучший фильм и лучшую оригинальную песню.
На протяжении своей карьеры он периодически работал как актёр, снявшись в военной комедии Дэвида О. Рассела «Три короля» (1999), а также в ролях второго плана в фильмах Беннета Миллера «Человек, который изменил всё» (2011) и Мартина Скорсезе «Волк с Уолл-стрит» (2013). В настоящее время он является креативным директором компании Vice Media.

## Биография
Адам Шпигель родился в Нью-Йорке, он сын Артура Х. Шпигеля III и Сандры Л. Гранцов. Его отец был немецко-еврейского происхождения. Джонз — внук Артура Шпигеля и прапраправнук Джозефа Шпигеля, основателя каталога Spiegel. Артур Х. Шпигель III был основателем консалтинговой фирмы в области здравоохранения. Родители Джонза развелись, когда он был маленьким ребёнком, и его отец женился повторно. Джонз воспитывался матерью в Бетесде, Мэриленд, где она работала в сфере связей с общественностью, вместе с братом Сэмом Шпигелем, который сейчас является продюсером и диджеем, и сестрой Джулией. Во время учёбы в средней школе Джонз проводил много времени в общественном магазине в Бетесде, где владелец Майк Хендерсон дал ему прозвище «Спайк Джонз», ссылаясь на лидера сатирической группы Спайка Джонса. Учась в средней школе, Джонз близко дружил с будущим создателем «Чудаков» Джеффом Тремейном. Они подружились благодаря общему интересу к BMX.

### Фотография, журналы и ранние видео (1985—1993)
Во время съемок для различных BMX-изданий в Калифорнии Джонз познакомился с рядом профессиональных скейтбордистов, которые часто делили рампы с BMX-райдерами. Джонз завязал тесную дружбу с Марком Гонзалесом, совладельцем недавно образованной в то время Blind Skateboards, и начал фотографировать молодую команду Blind, включая Джейсона Ли, Гая Мариано и Руди Джонсона в конце 1980-х годов. Джонз стал постоянным автором журнала Transworld Skateboarding и впоследствии получил работу в World Industries от Стива Рокко, который пригласил его фотографировать рекламу и снимать рекламные видео для своих брендов под брендами World Industries. Джонз снял, смонтировал и спродюсировал свое первое скейтбордическое видео Rubbish Heap для World Industries в 1989 году. Его следующим видеопроектом стал Video Days, рекламный ролик для Blind Skateboards, который был выпущен в 1991 году и считается очень влиятельным в сообществе. Герой ролика, Гонзалес, подарил копию Video Days Ким Гордон во время случайной встречи после концерта Sonic Youth в начале 1992 года. Впечатлённая мастерством Джонза в видеографии, Гордон попросила его снять музыкальное видео с участием скейтбордистов. Клип, снятый совместно Джонзом и Тамрой Дэвис, был сделан для их сингла 1992 года «100%», в котором были показаны кадры катания на скейтборде члена Blind Skateboards Джейсона Ли, который впоследствии стал успешным актёром. В 1993 году Джонзе совместно с Гордон снял «триппи» клип на песню The Breeders «Cannonball».
Вместе с Риком Ховардом и Майком Кэрроллом Джонз стал соучредителем скейтбордической компании Girl Skateboards в 1993 году. В следующем году он снял клип на песню группы Weezer «Buddy Holly», в котором группа исполняла песню, перемежая её клипами из сериала «Счастливые дни». Видео стало очень популярным и часто демонстрировалось на MTV. В 2013 году по результатам опроса читателей Rolling Stone он был признан десятым лучшим музыкальным видео 1990-х годов. Также в 1994 году Джонз снял клипы на песни группы Beastie Boys «Sure Shot» и, более известную, «Sabotage». Последний пародирует полицейские сериалы 1970-х годов и представлен как начальные титры вымышленного шоу под названием «Саботаж», в котором участники группы выступают в качестве главных героев. Как и «Buddy Holly», видео вызвало большую популярность и было в «почти постоянной ротации на MTV». В том же году Джонз снял клипы для хип-хоп группы Marxman, The Breeders, Dinosaur Jr. и ещё одну песню Weezer «Undone — The Sweater Song». Джонзе дебютировал в кино как актёр, сыграв небольшую роль в драме «Моя безумная жизнь» (1994).

## Личная жизнь
26 июня 1999 года Джонз женился на режиссёре Софии Копполе, с которой он познакомился в 1992 году на съемках клипа на песню Sonic Youth «100%». 5 декабря 2003 года пара подала на развод, сославшись на «непримиримые разногласия». Персонаж Джона, фотографа, стремящегося к карьере (его сыграл Джованни Рибизи) в фильме Копполы «Трудности перевода» (2003), по слухам, был основан на Джонзе, хотя Коппола прокомментировала: «Это не Спайк, но там есть его элементы, элементы опыта».
В 2005 году Джонз встречался с певицей Карен О, но вскоре после этого пара рассталась. Журнал People сообщил, что Джонз встречался с актрисой Дрю Бэрримор в 2007 году. Сообщалось, что в 2010 году Джонз начал встречаться с японской актрисой Ринко Кикути, и пара недолго жила вместе в Нью-Йорке. Они расстались в 2011 году.

## Сотрудничество
|                 | Быть Джоном Малковичем (1999) | Адаптация (2002) | Там, где живут чудовища (2009) |
| --------------- | ----------------------------- | ---------------- | ------------------------------ |
| Кейси Сторм     |                               |                  |                                |
| Лэнс Акорд      |                               |                  |                                |
| Картер Бёруэлл  |                               |                  |                                |
| Крис Купер      |                               |                  |                                |
| Чарли Кауфман   |                               |                  |                                |
| Кэтрин Кинер    |                               |                  |                                |
| Эрик Замбраннен |                               |                  |                                |

| Цвета |
| ----- |
| да    |
| нет   |
| камео |

## Фильмография

### Полнометражные фильмы
- 1999 — Три короля / Three Kings — актёр
- 1999 — Быть Джоном Малковичем / Being John Malkovich — режиссёр, актёр
- 2002 — Адаптация / Adaptation — режиссёр
- 2009 — Там, где живут чудовища / Where the Wild Things Are — режиссёр, актёр
- 2013 — Она / Her — режиссёр, автор сценария, продюсер

### Короткометражные фильмы
- 1991 — Video Days
- 1994 — Ciao L.A.
- 1997 — Mouse
- 1997 — How They Get There
- 1998 — Amarillo by Morning
- 1999 — Torrance Rises
- 2003 — Yeah Right!
- 2003 — What’s Up, Fatlip?
- 2004 — Corporate Ghost
- 2010 — Я здесь (англ. I’m here)
- 2011 — Сцены из пригорода

### Музыкальные видео
| Год  | Песня                                       | Исполнитель                                  |
| ---- | ------------------------------------------- | -------------------------------------------- |
| 1992 | «Hush»                                      | Wax                                          |
| 1992 | «High in High School»                       | Chainsaw Kittens                             |
| 1992 | «100%»                                      | Sonic Youth                                  |
| 1993 | «Cannonball»                                | The Breeders                                 |
| 1993 | «Country at War»                            | X                                            |
| 1993 | «Daughters of the Kaos»                     | Luscious Jackson                             |
| 1993 | «Hang On»                                   | Teenage Fanclub                              |
| 1993 | «Time for Livin'»                           | Beastie Boys                                 |
| 1994 | «All About Eve»                             | Marxman                                      |
| 1994 | «Buddy Holly»                               | Weezer                                       |
| 1994 | «Ditch Digger»                              | Rocket from the Crypt                        |
| 1994 | «Divine Hammer»                             | The Breeders                                 |
| 1994 | «Feel the Pain»                             | Dinosaur Jr.                                 |
| 1994 | «I Can’t Stop Smiling»                      | Velocity Girl                                |
| 1994 | «If I Only Had a Brain»                     | MC 900 Ft. Jesus                             |
| 1994 | «Old Timer»                                 | that dog.                                    |
| 1994 | «Ricky’s Theme»                             | Beastie Boys                                 |
| 1994 | «Sabotage»                                  | Beastie Boys                                 |
| 1994 | «Sure Shot»                                 | Beastie Boys                                 |
| 1994 | «Undone — The Sweater Song»                 | Weezer                                       |
| 1995 | «California»                                | Wax                                          |
| 1995 | «Car Song»                                  | Elastica                                     |
| 1995 | «Crush with Eyeliner»                       | R.E.M.                                       |
| 1995 | «Freedom of '76»                            | Ween                                         |
| 1995 | «It’s Oh So Quiet»                          | Björk                                        |
| 1995 | «Big Train»                                 | Mike Watt                                    |
| 1995 | «The Diamond Sea»                           | Sonic Youth                                  |
| 1995 | «Who Is Next?»                              | Wax                                          |
| 1996 | «Drop»                                      | The Pharcyde                                 |
| 1997 | «Da Funk»                                   | Daft Punk                                    |
| 1997 | «Electrolite»                               | R.E.M.                                       |
| 1997 | «Elektrobank»                               | The Chemical Brothers                        |
| 1997 | «It’s All About the Benjamins» (Rock Remix) | Puff Daddy                                   |
| 1997 | «Liberty Calls»                             | Mike Watt                                    |
| 1997 | «Shady Lane»                                | Pavement                                     |
| 1997 | «Sky’s the Limit»                           | The Notorious B.I.G.                         |
| 1998 | «Home»                                      | Sean Lennon                                  |
| 1998 | «Root Down» (Version 2)                     | Beastie Boys                                 |
| 1999 | «Praise You»                                | Fatboy Slim                                  |
| 2000 | «What’s Up, Fatlip?»                        | Fatlip                                       |
| 2000 | «Wonderboy»                                 | Tenacious D                                  |
| 2001 | «Weapon of Choice»                          | Fatboy Slim                                  |
| 2001 | «Island in the Sun» (Version 2)             | Weezer                                       |
| 2002 | «Guess I’m Doing Fine»                      | Beck                                         |
| 2002 | «It’s in Our Hands»                         | Björk                                        |
| 2003 | «Big Brat»                                  | Phantom Planet                               |
| 2004 | «Get Back»                                  | Ludacris                                     |
| 2004 | «Y Control»                                 | Yeah Yeah Yeahs                              |
| 2005 | «Triumph of a Heart»                        | Björk                                        |
| 2008 | «Flashing Lights»                           | Kanye West                                   |
| 2009 | «Heaven»                                    | UNKLE                                        |
| 2009 | «25»                                        | AsDSSka                                      |
| 2010 | «Drunk Girls»                               | LCD Soundsystem                              |
| 2010 | «The Suburbs»                               | Arcade Fire                                  |
| 2011 | «Don’t Play No Game That I Can’t Win»       | Beastie Boys featuring Santigold             |
| 2011 | «Otis»                                      | Jay-Z и Kanye West                           |
| 2013 | «Afterlife»                                 | Arcade Fire                                  |
| 2013 | «Dope»                                      | Lady Gaga                                    |
| 2015 | «Only One»                                  | Kanye West featuring Paul McCartney          |
| 2018 | «I Love It»                                 | Kanye West и Lil Pump featuring Adele Givens |
| 2019 | «Woman»                                     | Karen O и Danger Mouse                       |